# Giuseppe Averani
Giuseppe Averani, né le 20 mars 1662 à Florence et mort le 24 août 1758 à Pise, est un juriste italien, professeur de droit à Pise.

## Œuvres
Il publia en 1703 : Disputatio de Jure belli et pacis. On a de lui plusieurs opuscules, entre autres : Dissertatio de calculorum seu latrunculorum Ludo, imprimée dans le tome 7 du recueil intitulé : Miscellanea di varie operette. II a donné en latin des interprétations du droit en 5 livres. Les deux premiers parurent à Leyde, 1716, 1736, 2 vol. in-8° ; les trois derniers à Leyde, 1742- 46. L’ouvrage entier a été réimprimé à Lyon, 1751, 2 vol. in-4° ; à Leyde, 1753, 2 vol. in-4°, ou 2 vol. in-8° ; à Lyon, 1758, 2 vol. in-4°. « Ces interprétations sont savantes, dit Camus. L’objet principal de l’auteur est de faire disparaître les contradictions des lois ou antinomies apparentes : souvent il y réussit avec beaucoup d’habileté. »